# Nelson Emerson
Nelson Emerson (né le 17 août 1967 à Hamilton, dans la province de l'Ontario au Canada) est un joueur professionnel et entraîneur de hockey sur glace. Il évoluait à la position d'ailier droit.

## Carrière
Réclamé au troisième tour par les Blues de Saint-Louis lors du repêchage d'entrée de 1985 de la Ligue nationale de hockey alors qu'il évolue pour les Cullitons de Stratford, club de la ligue de hockey junior B de l'Ontario. Il retourne avec ces derniers pour une saison supplémentaire avant de rejoindre les Falcons de l'université Bowling Green évoluant dans la Central Collegiate Hockey Association, division du championnat de la NCAA.
Au cours de ses quatre années passées avec Bowling Green, Emerson récolte un total de 294 points en 178 rencontres et obtient une nomination sur une équipe d'étoiles à chaque saison. Il aide l'université à remporter le championnat national en 1988 et alors qu'il complète son séjour en 1990, il mérite le Trophée Hobey Baker remis au joueur par excellence au niveau universitaire américain.
Devenant joueur professionnel à l'été 1990, il dispute ses premières rencontres en LNH avec les Blues, récoltant 3 passes en quatre parties. Ayant évolué le reste de la saison avec leur club affilié dans la Ligue internationale de hockey, les Rivermen de Peoria, il remporta le trophée Garry-F.-Longman remis au joueur recrue par excellence dans la ligue. Dès la saison suivante, il obtient un poste permanent avec les Blues.
Échangé aux Jets de Winnipeg en 1993, il obtient 74 points en 82 rencontres et se classe premier de son équipe au chapitre des buts en désavantage numérique avec six. Il passe deux saisons avec les Jets avant que ceux-ci l'échange le 6 octobre 1995 aux Whalers de Hartford.
Il passe quatre saisons avec les Whalers, les suivant en 1997 lorsqu'ils deviennent les Hurricanes de la Caroline. Il connait une saison 1998-1999 mouvementée alors que les Hurricanes l'échangent aux Blackhawks de Chicago en retour de Paul Coffey après seulement 35 rencontres, puis ceux-ci l'envoient aux Sénateurs d'Ottawa avec qui il ne joue que sept rencontres.
Devenu agent libre à l'été suivant, il accepte un contrat avec la nouvelle franchise de la LNH, les Thrashers d'Atlanta. Mais après avoir inscrit 33 points en 56 rencontres, les Thrashers l'échangent ainsi que leur capitaine Kelly Buchberger aux Kings de Los Angeles en retour de Donald Audette et de František Kaberle. Emerson reste avec les Kings jusqu'en 2002, année où il annonce son retrait de la compétition.
Au niveau international, il représente le Canada lors des championnats mondiaux de 1992, 1994 et de 1998.
Au terme de sa carrière, il retourne avec les Kings en tant que consultant au développement des joueurs puis est nommé en 2006 entraîneur-adjoint de l'équipe.

## Statistiques
| Saison     | Équipe                    | Ligue      |     | Saison régulière | Saison régulière | Saison régulière | Saison régulière | Saison régulière |   | Séries éliminatoires | Séries éliminatoires | Séries éliminatoires | Séries éliminatoires | Séries éliminatoires |
| Saison     | Équipe                    | Ligue      | PJ  | B                | A                | Pts              | Pun              | PJ               | B | A                    | Pts                  | Pun                  |                      |                      |
| 1984-1985  | Cullitons de Stratford    | AHO-B      | 40  | 23               | 38               | 61               | 70               |                  |   |                      |                      |                      |                      |                      |
| 1985-1986  | Cullitons de Stratford    | AHO-B      | 39  | 54               | 58               | 112              | 92               |                  |   |                      |                      |                      |                      |                      |
| 1986-1987  | Falcons de Bowling Green  | CCHA       | 45  | 26               | 35               | 61               | 28               |                  |   |                      |                      |                      |                      |                      |
| 1987-1988  | Falcons de Bowling Green  | CCHA       | 45  | 34               | 49               | 83               | 54               |                  |   |                      |                      |                      |                      |                      |
| 1988-1989  | Falcons de Bowling Green  | CCHA       | 44  | 22               | 46               | 68               | 46               |                  |   |                      |                      |                      |                      |                      |
| 1989-1990  | Falcons de Bowling Green  | CCHA       | 44  | 30               | 52               | 82               | 42               |                  |   |                      |                      |                      |                      |                      |
| 1989-1990  | Rivermen de Peoria        | LIH        | 3   | 1                | 1                | 2                | 0                |                  |   |                      |                      |                      |                      |                      |
| 1990-1991  | Blues de Saint-Louis      | LNH        | 4   | 0                | 3                | 3                | 2                |                  |   |                      |                      |                      |                      |                      |
| 1990-1991  | Rivermen de Peoria        | LIH        | 73  | 36               | 79               | 115              | 91               | 17               | 9 | 12                   | 21                   | 16                   |                      |                      |
| 1991-1992  | Blues de Saint-Louis      | LNH        | 79  | 23               | 36               | 59               | 66               | 6                | 3 | 3                    | 6                    | 21                   |                      |                      |
| 1992-1993  | Blues de Saint-Louis      | LNH        | 82  | 22               | 51               | 73               | 62               | 11               | 1 | 6                    | 7                    | 6                    |                      |                      |
| 1993-1994  | Jets de Winnipeg          | LNH        | 83  | 33               | 41               | 74               | 80               |                  |   |                      |                      |                      |                      |                      |
| 1994-1995  | Jets de Winnipeg          | LNH        | 48  | 14               | 23               | 37               | 26               |                  |   |                      |                      |                      |                      |                      |
| 1995-1996  | Whalers de Hartford       | LNH        | 81  | 29               | 29               | 58               | 78               |                  |   |                      |                      |                      |                      |                      |
| 1996-1997  | Whalers de Hartford       | LNH        | 66  | 9                | 29               | 38               | 34               |                  |   |                      |                      |                      |                      |                      |
| 1997-1998  | Hurricanes de la Caroline | LNH        | 81  | 21               | 24               | 45               | 50               |                  |   |                      |                      |                      |                      |                      |
| 1998-1999  | Hurricanes de la Caroline | LNH        | 35  | 8                | 13               | 21               | 36               |                  |   |                      |                      |                      |                      |                      |
| 1998-1999  | Blackhawks de Chicago     | LNH        | 27  | 4                | 10               | 14               | 13               |                  |   |                      |                      |                      |                      |                      |
| 1998-1999  | Sénateurs d'Ottawa        | LNH        | 3   | 1                | 1                | 2                | 2                | 4                | 1 | 3                    | 4                    | 0                    |                      |                      |
| 1999-2000  | Thrashers d'Atlanta       | LNH        | 58  | 14               | 19               | 33               | 47               |                  |   |                      |                      |                      |                      |                      |
| 1999-2000  | Kings de Los Angeles      | LNH        | 5   | 1                | 1                | 2                | 0                | 1                | 0 | 0                    | 0                    | 0                    |                      |                      |
| 2000-2001  | Kings de Los Angeles      | LNH        | 78  | 11               | 11               | 22               | 54               | 13               | 2 | 2                    | 4                    | 4                    |                      |                      |
| 2001-2002  | Kings de Los Angeles      | LNH        | 41  | 5                | 2                | 7                | 25               | 5                | 0 | 1                    | 1                    | 2                    |                      |                      |
| Totaux LNH | Totaux LNH                | Totaux LNH | 771 | 195              | 293              | 488              | 575              | 40               | 7 | 15                   | 22                   | 33                   |                      |                      |

### Statistiques en équipe nationale
| Année | Équipe | Compétition          |   | PJ | B | A | Pts | Pun           |  | Résultat |
| 1992  | Canada | Championnat du monde | 3 | 0  | 1 | 1 | 2   | 7e place      |  |          |
| 1994  | Canada | Championnat du monde | 8 | 2  | 2 | 4 | 4   | Médaille d'Or |  |          |
| 1998  | Canada | Championnat du monde | 6 | 2  | 1 | 3 | 2   | 6e place      |  |          |

## Honneurs et trophées
- Falcons de Bowling Green
  - Intronisé au temple de la renommée des sports de l'université de Bowling Green State en 1995.
- Central Collegiate Hockey Association
  - Nommé recrue de l'année en 1987.
  - Nommé dans la première équipe d'étoiles en 1988 et en 1990.
  - Nommé dans la deuxième équipe d'étoiles en 1989.
- NCAA
  - Nommé dans la deuxième équipe d'étoiles de l'Ouest des États-Unis en 1988.
  - Nommé dans la première équipe d'étoiles de l'Ouest des États-Unis en 1990.
  - Vainqueur du Trophée Hobey Baker remis au joueur par excellence au niveau université américain.
- Ligue internationale de hockey
  - Nommé dans la première équipe d'étoiles en 1991.
  - Vainqueur du trophée Garry-F.-Longman remis à la recrue de l'année en 1991.

## Transactions en carrière
- Repêchage 1985 : repêché par les Blues de Saint-Louis (3e choix de l'équipe, 44e au total).
- 24 septembre 1993 : échangé par les Blues avec Stéphane Quintal aux Jets de Winnipeg en retour de Phil Housley.
- 6 octobre 1995 : échangé par les Jets aux Whalers de Hartford en retour de Darren Turcotte.
- 25 juin 1997 : transféré avec les Whalers lorsque ceux-ci deviennent les Hurricanes de la Caroline.
- 29 décembre 1998 : échangé par les Hurricanes aux Blackhawks de Chicago en retour de Paul Coffey.
- 23 mars 1999 : échangé par les Blackhawks aux Sénateurs d'Ottawa en retour de Chris Murray.
- 3 août 1999 : signe à titre d'agent libre avec les Thrashers d'Atlanta.
- 13 mars 2000 : échangé par les Thrashers avec Kelly Buchberger aux Kings de Los Angeles en retour de Donald Audette et de František Kaberle.
- 28 juillet 2002 : annonce son retrait de la compétition.